# Chiliocephalum
Chiliocephalum Benth. – rodzaj roślin z rodziny astrowatych (Asteraceae). Obejmuje 2 gatunki, występujące naturalnie w Etiopii.

## Systematyka
Pozycja według APweb (aktualizowany system APG III z 2009)
Jeden z rodzajów plemienia Gnaphalieae z podrodziny Asteroideae w obrębie rodziny astrowatych (Asteraceae) z rzędu astrowców (Asterales) należącego do dwuliściennych właściwych.
Wykaz gatunków
- Chiliocephalum schimperi Benth.
- Chiliocephalum tegetum Mesfin